# FBXL4
FBXL4 (англ. F-box and leucine rich repeat protein 4) – білок, який кодується однойменним геном, розташованим у людей на короткому плечі 6-ї хромосоми. Довжина поліпептидного ланцюга білка становить 621 амінокислот, а молекулярна маса — 70 097.
| 10         |  | 20         |  | 30         |  | 40         |  | 50         |
| ---------- |  | ---------- |  | ---------- |  | ---------- |  | ---------- |
| MSPVFPMLTV |  | LTMFYYICLR |  | RRARTATRGE |  | MMNTHRAIES |  | NSQTSPLNAE |
| VVQYAKEVVD |  | FSSHYGSENS |  | MSYTMWNLAG |  | VPNVFPSSGD |  | FTQTAVFRTY |
| GTWWDQCPSA |  | SLPFKRTPPN |  | FQSQDYVELT |  | FEQQVYPTAV |  | HVLETYHPGA |
| VIRILACSAN |  | PYSPNPPAEV |  | RWEILWSERP |  | TKVNASQARQ |  | FKPCIKQINF |
| PTNLIRLEVN |  | SSLLEYYTEL |  | DAVVLHGVKD |  | KPVLSLKTSL |  | IDMNDIEDDA |
| YAEKDGCGMD |  | SLNKKFSSAV |  | LGEGPNNGYF |  | DKLPYELIQL |  | ILNHLTLPDL |
| CRLAQTCKLL |  | SQHCCDPLQY |  | IHLNLQPYWA |  | KLDDTSLEFL |  | QSRCTLVQWL |
| NLSWTGNRGF |  | ISVAGFSRFL |  | KVCGSELVRL |  | ELSCSHFLNE |  | TCLEVISEMC |
| PNLQALNLSS |  | CDKLPPQAFN |  | HIAKLCSLKR |  | LVLYRTKVEQ |  | TALLSILNFC |
| SELQHLSLGS |  | CVMIEDYDVI |  | ASMIGAKCKK |  | LRTLDLWRCK |  | NITENGIAEL |
| ASGCPLLEEL |  | DLGWCPTLQS |  | STGCFTRLAH |  | QLPNLQKLFL |  | TANRSVCDTD |
| IDELACNCTR |  | LQQLDILGTR |  | MVSPASLRKL |  | LESCKDLSLL |  | DVSFCSQIDN |
| RAVLELNASF |  | PKVFIKKSFT |  | Q          |  |            |  |            |

A: Аланін

C: Цистеїн

D: Аспарагінова кислота

E: Глутамінова кислота

F: Фенілаланін

G: Гліцин

H: Гістидин

I: Ізолейцин

K: Лізин

L: Лейцин

M: Метіонін

N: Аспарагін

P: Пролін

Q: Глутамін

R: Аргінін

S: Серин

T: Треонін

V: Валін

W: Триптофан

Задіяний у такому біологічному процесі, як убіквітинування білків. 
Локалізований у цитоплазмі, ядрі, мітохондрії.

## Історія відкриття
Ген FBXL4 був відкритий в рамках досліджень, присвячених рідкісним мітохондріальним захворюванням. Науковці виявили, що мутації у цьому гені можуть викликати порушення у функціонуванні мітохондрій та спричиняти енцефалопатію, а також проблеми з підтримкою мітохондріальної ДНК. Дослідження включали міжнародну співпрацю з науковими центрами в США, Європі та на Близькому Сході, і результати було опубліковано у 2013 році в журналі American Journal of Human Genetics. Ця робота допомагає зрозуміти генетичні основи важких метаболічних порушень.